# Садырбаев, Есенгали Кебекбаевич
Есенгали́ Кебекбаевич Садырба́ев (каз. Есенғали Садырбаев) — современный казахстанский художник, член Союза Художников Республики Казахстан, писатель. Автор исторических  романов  «Отрарский купец» и «Сокровища отрарского купца»

## Биография
Родился в Саркандском районе Алматинской области.
После окончания Алматинского художественного училища им. Н. В. Гоголя с 1985 года работал в ТОО «Казмузейреставрация», затем, после службы в армии поступил в Казахский национальный педагогический университет имени Абая на художественно-графический факультет, который закончил в 1995 году.
Творческую деятельность Есенгали Садырбаев начал с участия на фестивалях «Жигер», с 1995 по 2000 годы, затем участие в выставках «150-летию Жамбыла» в Музее искусств имени А. Кастеева, «Осенние салоны» в Центральном Выставочном Зале Дирекции выставок и аукционов. В ноябре 2002 года состоялась первая персональная выставка в Музее искусств им. А. Кастеева, открывшая публике художника, с собственным живописным почерком.

## Творчество
Работая в «Казмузейреставрация» по специальности «художник-реставратор», получил большой профессиональный, практический и научный опыт. Участвуя в реставрации и создании исторических, этнографических, мемориальных, краеведческих музеев, глубоко изучил историю, а также природные ландшафты Казахстана, что стало определяющим в творчестве художника.
Особенным творческим методом художника является пристальное изучение выбранной темы, подробная проработка живописных деталей картины. Выбирая сюжет для будущих работ, художник погружается в данную тему, пытается полностью раскрыть и разнообразить мотивы картин.
Прошедшие персональные выставки: «Столичные пейзажи», «Прекрасный мир повседневности», «Казахские игры и традиции», «Картины далеких событий», «Весь Казахстан», «Шелковый Путь. Города Казахстана» в 2003—2010 годах, в галереях и музеях Алматы, Астаны, Талдыкоргане, посольстве Франции представили зрителям многообразие живописных полотен художника, показавших еще одну грань его личности — исследователя, этнографа, историка.
Верный своему методу, Садырбаев изучает древние рукописи, научные труды, тесно общается с археологами, самостоятельно пишет аннотации к историческим работам, публикует статьи о культуре. Результатом посещения археологических раскопок сакских курганов в долине Берель под руководством Самашева, стала панорамная картина «Ритуальный обряд древних кочевников Казахского Алтая» размером 2 метра на 3 метра.
Данная работа явилась не только живописным полотном, но и научной реконструкцией древнего сакского обряда, проходившего 4-5 тысяч лет назад. Картина имела большой успех, была торжественно презентована в 2005 году в Астане, в Президентском Центре Культуры и в 2010 году во Дворце Независимости. В 2006 году эта работа была опубликована в журнале «WORLD DISCOVERY KAZAKHSTAN», а в 2007 году картину включили в Казахстанскую Книгу Рекордов. Среди прочего в 2004 году художник создал новую обложку для известного романа Ильяса Есенберлина «Кочевники».
В 2020 году написал первый исторический роман «Отрарский купец», издан в 2023 году. Автор иллюстраций и обложки. Имея большой архивный материал по теме Великого шёлкового пути, Есенгали Садырбаев сумел в художественной, литературной форме создать исторический роман о купцах, рынках, древних городах Отраре, Туркестане, Каялык, Тальхизе, Таразе, Сыганаке, Дженте, Самарканде, Бухаре и др. Действие  происходит в начале 12 века, за 100 лет до прихода войск Чингиз хана. 
В 2024 году художник, писатель издаёт второй исторический роман «Сокровища отрарского купца», продолжение первой книги. Действие нового романа начинается в 1320 году в Конье, Турции. Потомок отрарского купца отправляется на поиски сокровища, спрятанного перед завоеванием Отрара Чингис ханом. 

## Выставки и награды
- 2004 — Выставка казахских художников на XXVIII Олимпийских Играх, Греция
- 2007 — Выставка «Весь Казахстан»[8], Центральный Государственный Музей, Алматы, Казахстан
- 2008 — Сертификат за участие в проекте «Национальные виды спортивных игр», галерея «АRT NABAT»
- 2008 — Диплом за участие в проекте «Космос казахского орнамента», галерея «ОЮ», фонд «ART EURASIA»
- 2010 — Диплом за участие в «Казахстанской Неделе Искусств», фонд «Искусство будущего»
- 2010 — Выставка «Шелковый Путь. 1000 лет спустя», галерея «Пале Пальфи», Вена, Австрия
- 2011 — Выставка «Алтын Ғасыр», Галерея «IC Art Gallery», Анкара, Турция
- 2011 — 7 Международный Исламский Форум, модератор диалоговой сессии «Тенгрианство и ислам»[9]
- 2011 — Выставка «Страницы истории. Шелковый путь. Казахская охота»[6][10], Центральный Государственный Музей, Алматы, Казахстан